# لولو (بازیکن فوتبال، زاده ۱۹۹۳)
لولو (انگلیسی: Lolo؛ زادهٔ ۷ آوریل ۱۹۹۳) بازیکن فوتبال اهل اسپانیا است.
از باشگاه‌هایی که در آن بازی کرده‌است می‌توان به باشگاه فوتبال کادیس، باشگاه فوتبال لوگو، باشگاه فوتبال رئال وایادولید، و باشگاه فوتبال الچه اشاره کرد.